# Chichey
Chichey ist eine französische Gemeinde mit 170 Einwohnern (Stand 1. Januar 2022) im Département Marne in der Region Grand Est. Sie gehört zum Kanton Sézanne-Brie et Champagne und zum Arrondissement Épernay. 

## Lage
Die Gemeinde Chichey liegt im Westen der Trockenen Champagne, vier Kilometer südöstlich von Sézanne. Sie ist umgeben von folgenden Nachbargemeinden:
| Sézanne, Vindey | Saint-Remy-sous-Broyes                      |      |
| Saudoy          | Kompassrose, die auf Nachbargemeinden zeigt | Gaye |
|                 | Queudes                                     |      |

## Bevölkerungsentwicklung
| Jahr                       | 1962 | 1968 | 1975 | 1982 | 1990 | 1999 | 2008 | 2018 |
| -------------------------- | ---- | ---- | ---- | ---- | ---- | ---- | ---- | ---- |
| Einwohner                  | 111  | 103  | 103  | 107  | 151  | 159  | 159  | 174  |
| Quellen: Cassini und INSEE |      |      |      |      |      |      |      |      |

## Sehenswürdigkeiten

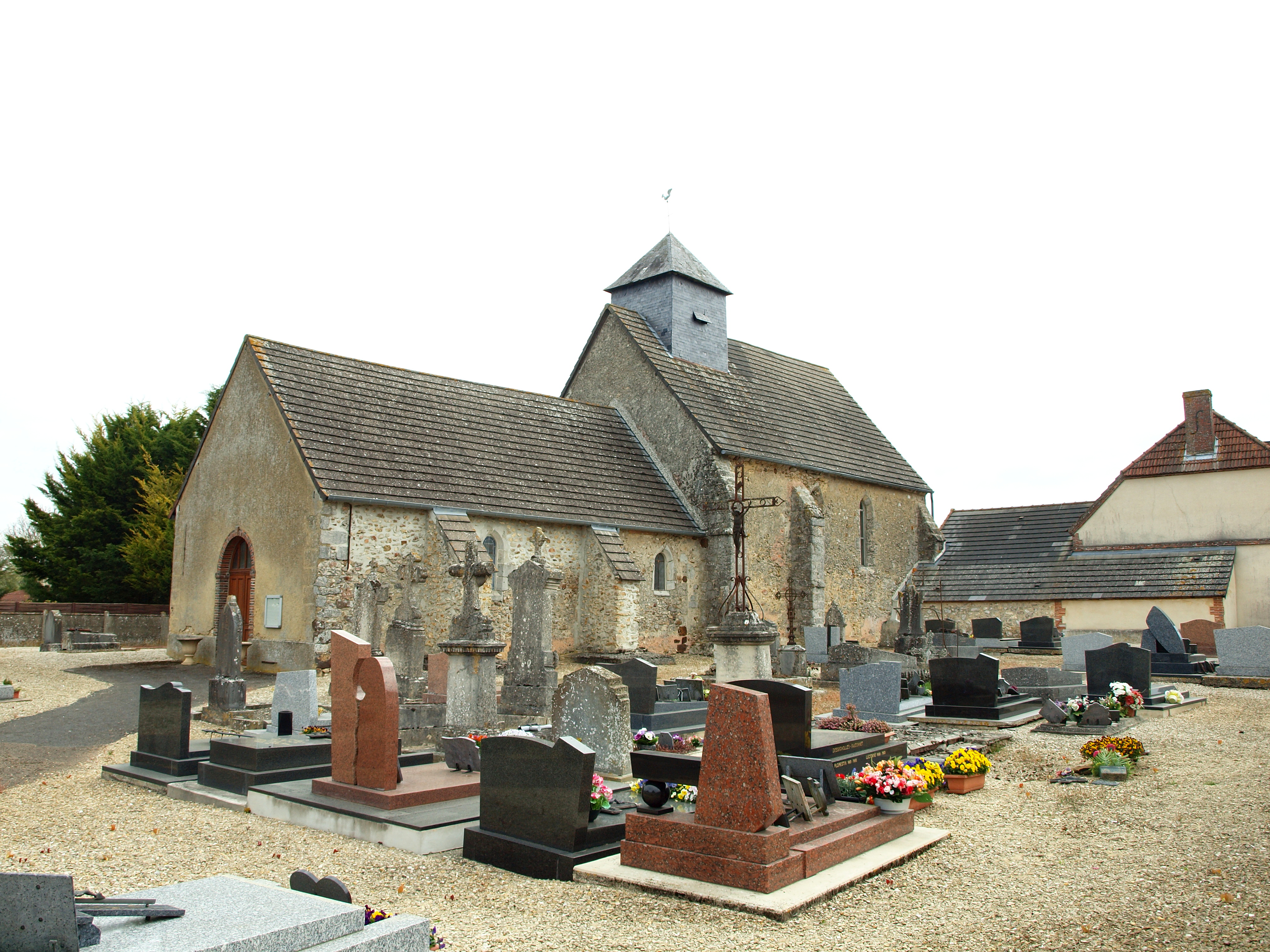
Kirche Saint-Étienne

- Kirche Saint-Étienne